# Charles Bochard
Pour les articles homonymes, voir Bochard.
Ne doit pas être confondu avec Charles-Aimé Bochard ou Charles Bouchard.
Charles Bochard, né le 28 mai 1916 à Lons-le-Saunier,  et mort le 26 janvier 1944 dans le camp de Souge, est un joueur de rugby à XV et résistant reconnu « mort pour la France ».

## Biographie
Charles Bochard nait le 28 mai 1916 à Lons-le-Saunier (Jura), fils de Maximilien Bochard, cafetier disparu durant la Première Guerre mondiale, et de Jeanne Marie Lamy,,.
Aide-mécanicien de formation, Charles débarque en 1938 à Besançon et se fait remarquer comme joueur à l'Olympique de Besançon rugby,,,. Il est toutefois rapidement mobilisé dans la marine, étant rescapé de l'attaque de Mers el-Kébir alors que deux de ses frères tombent au début de la Seconde Guerre mondiale. Il rejoint un groupe des Francs-tireurs et partisans en 1942 à Besançon,, participant à diverses actions de sabotage,. Envoyé en opération à Bordeaux avec René Migeot au nom du groupe Bourgois, le tandem y exécute André Langeron, membre fédéral du PPF, le 26 août 1943 à la gare Saint-Jean,,,,,.
Il est arrêté le 15 octobre 1943 à Besançon, transféré à Bordeaux le 18, condamné à mort par un tribunal allemand le 20 janvier 1944 et fusillé six jours plus tard, au camp de Souge avec seize compagnons,,. Une lettre, adressée à un ami, maculée de son sang, est conservée au musée de la Résistance et de la Déportation. Apprenant son sort, l'équipe de rugby de Besançon décide de stopper la saison et commémore depuis, chaque année, la mémoire de son camarade,,,.
Charles Bochard est reconnu Résistant, Mort en déportation, Mort pour la France le 18 juin 1955, Interné résistant le même mois, fut médaillé pour Résistance, alors que la Fédération française de rugby donnait son nom à une compétition nationale.